# Christina Rieder
Christina Rieder (* 29. Dezember 1993 in Leogang) ist eine ehemalige österreichische Biathletin.

## Karriere
Christina Rieder bestritt ihre ersten internationalen Rennen bei den Juniorenweltmeisterschaften 2010 in Torsby und wurde 45. des Einzels sowie 54. des Sprints. Ein Jahr später belegte sie in Nové Město na Moravě die Plätze 24 im Einzel, 17 im Sprint, 19 in der Verfolgung und Neunte mit der Staffel. 2012 wurde sie in Kontiolahti 13. des Einzels, 35. des Sprints, 33. der Verfolgung und gewann mit Julia Reisinger und Lisa Hauser im Staffelrennen die Bronzemedaille. Damit erreichte sie mit ihren Kolleginnen einen der größten Erfolge weiblicher österreichischer Biathleten. Kurz zuvor nahm Rieder in Osrblie erstmals an den Juniorenrennen der Europameisterschaften teil und kam auf die Ränge 15 im Sprint sowie 12 im Verfolgungsrennen und verpasste mit Hauser, Alexander Jakob und Peter Brunner als Viertplatzierte knapp eine Medaille. 2013 startete Rieder zum vierten Mal bei Juniorenweltmeisterschaften und wurde in Obertilliach 21. des Einzels, 57. des Sprints, 39. der Verfolgung und mit Fabienne Hartweger und Lisa Hauser Achte mit der Staffel.
Ihre ersten Rennen bei den Frauen bestritt Rieder 2011 im IBU-Cup in Obertilliach und wurde an der Seite von Katharina Innerhofer, Albert Herzog und Bernhard Leitinger Elfte in einem Mixed-Staffelrennen und gewann als 29. eines Sprints sogleich Punkte im ersten Einzelrennen. In Ridnaun erreichte sie 2012 als 20. eines Sprints ihr bislang bestes Ergebnis. 2012 debütierte sie in Antholz im Weltcup und wurde mit Romana Schrempf, Iris Schwabl und Katharina Innerhofer Staffel-15.
Nachdem Rieder zuvor im Gesamtweltcup auf den hintersten Plätzen gelandet war, konnte sie sich in der Saison 2019/20 auf Platz 48 steigern.
National gewann Rieder bei den Österreichischen Meisterschaften 2009 mit Sabrina Schnedl und Nina Gruber als Vertretung des Bundeslandes Salzburg den Titel. 2013 holte sie mit Innerhofer und Schnedl die Bronzemedaille. Am 5. Mai 2022 beendete sie ihre aktive Karriere.

## Statistiken

### Biathlon-Weltcup-Platzierungen
Die Tabelle zeigt alle Platzierungen (je nach Austragungsjahr einschließlich Olympische Spiele und Weltmeisterschaften).
- 1.–3. Platz: Anzahl der Podiumsplatzierungen
- Top 10: Anzahl der Platzierungen unter den ersten zehn (einschließlich Podium)
- Punkteränge: Anzahl der Platzierungen innerhalb der Punkteränge (einschließlich Podium und Top 10)
- Starts: Anzahl gelaufener Rennen in der jeweiligen Disziplin
- Staffel: inklusive Mixed- und Single-Mixed-Staffeln

| Platzierung              | Einzel | Sprint | Verfolgung | Massenstart | Staffel | Gesamt |
| ------------------------ | ------ | ------ | ---------- | ----------- | ------- | ------ |
| 1. Platz                 |        |        |            |             |         |        |
| 2. Platz                 |        |        |            |             |         |        |
| 3. Platz                 |        |        |            |             |         |        |
| Top 10                   | 1      |        |            |             | 8       | 9      |
| Punkteränge              | 4      | 7      | 3          | 1           | 29      | 44     |
| Starts                   | 13     | 38     | 12         | 1           | 31      | 95     |
| Stand: 31. Dezember 2021 |        |        |            |             |         |        |

### Weltmeisterschaften
Ergebnisse bei Biathlon-Weltmeisterschaften
| Weltmeisterschaft | Weltmeisterschaft | Einzel | Sprint | Verfolgung | Massenstart | Staffel | Mixedstaffel | Single-Mixedstaffel |
| Jahr              | Ort               | Einzel | Sprint | Verfolgung | Massenstart | Staffel | Mixedstaffel | Single-Mixedstaffel |
| ----------------- | ----------------- | ------ | ------ | ---------- | ----------- | ------- | ------------ | ------------------- |
| 2016              | Oslo              | -      | 86.    | -          | -           | -       | -            |                     |
| 2017              | Hochfilzen        | 60.    | -      | -          | -           | DSQ     | -            |                     |
| 2019              | Östersund         | 35.    | -      | -          | -           | 16.     | 17.          | -                   |
| 2020              | Antholz           | 7.     | 51.    | 31.        |             |         | -            |                     |